# 豫苑

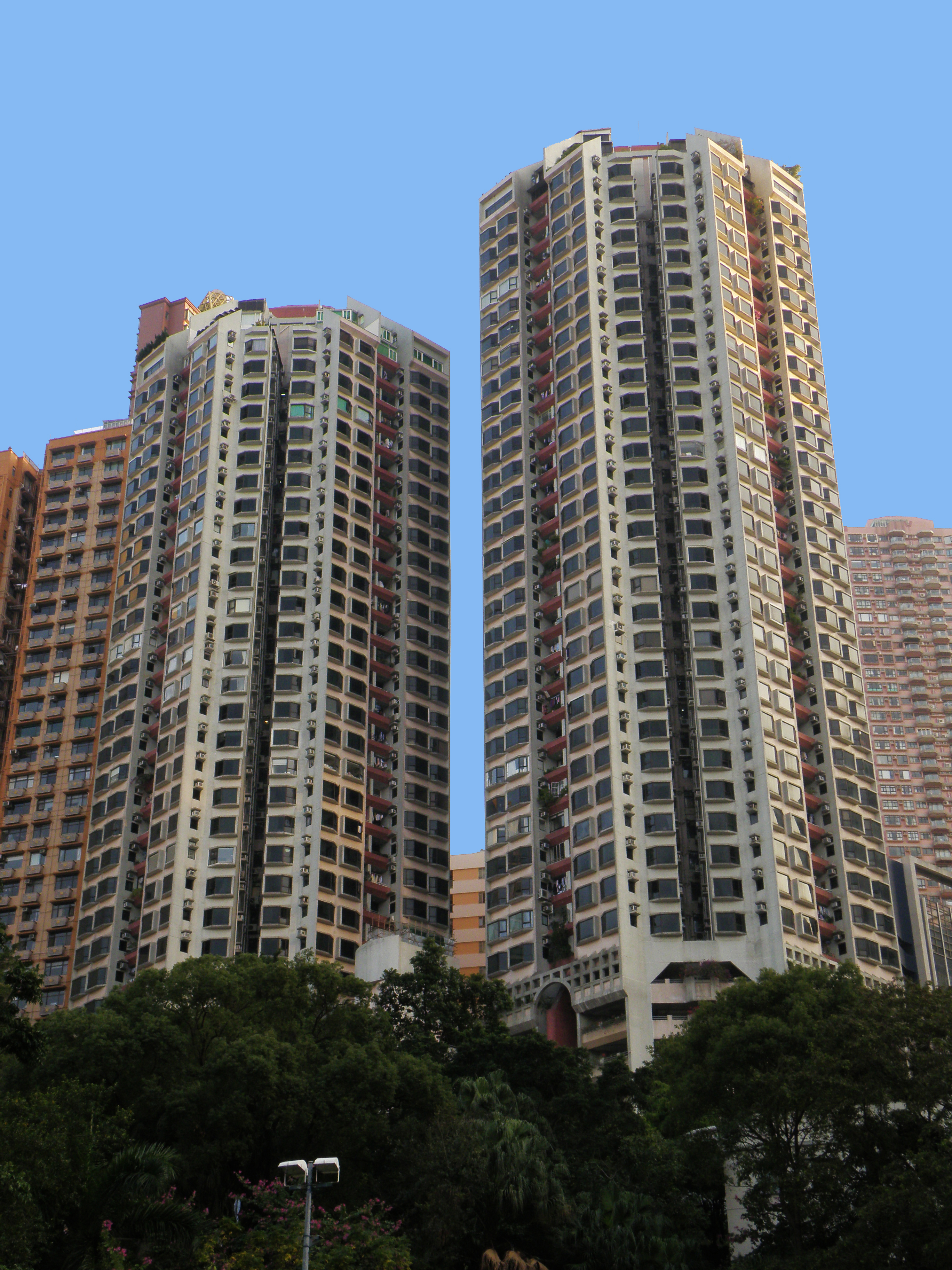
豫苑

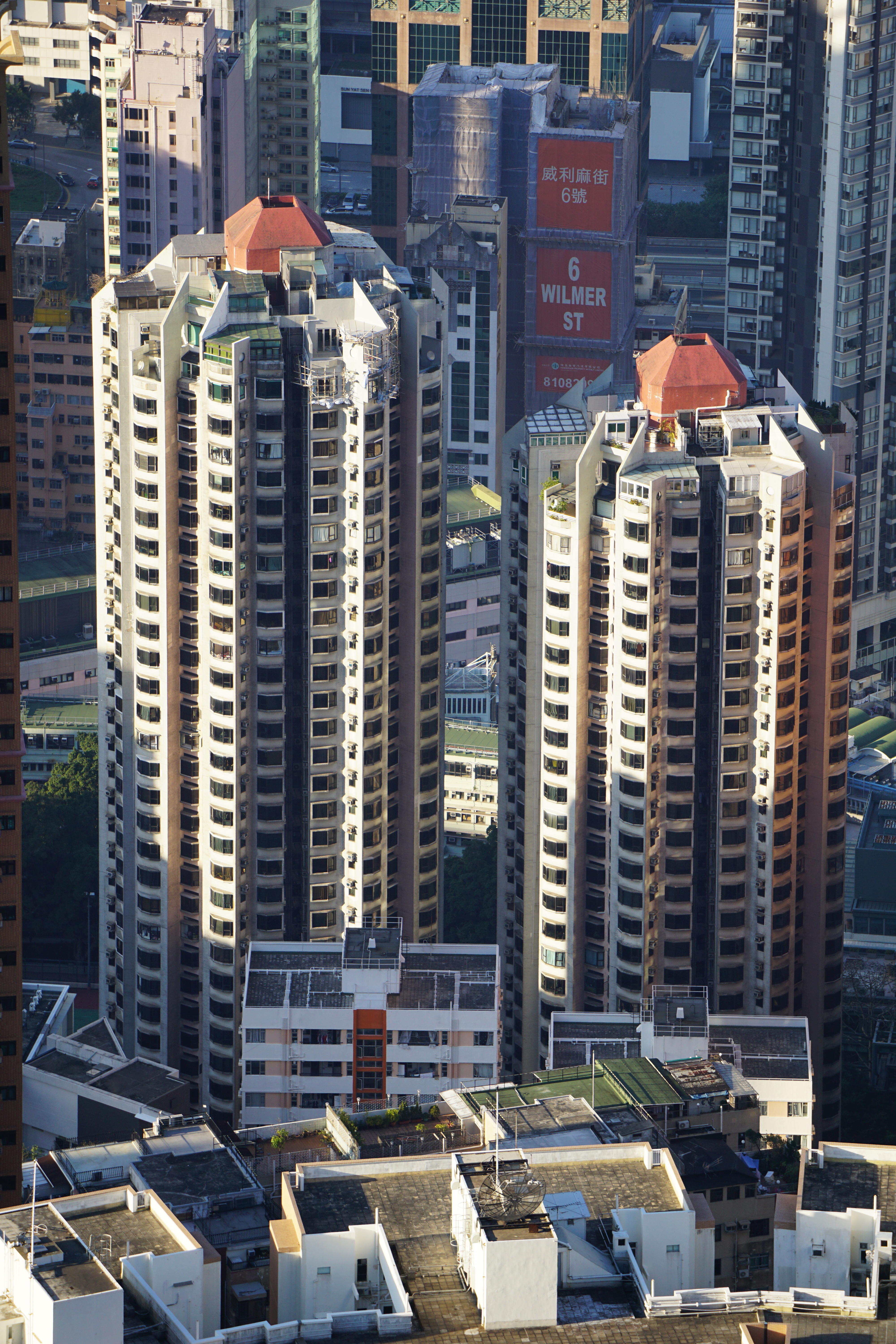
俯瞰豫苑

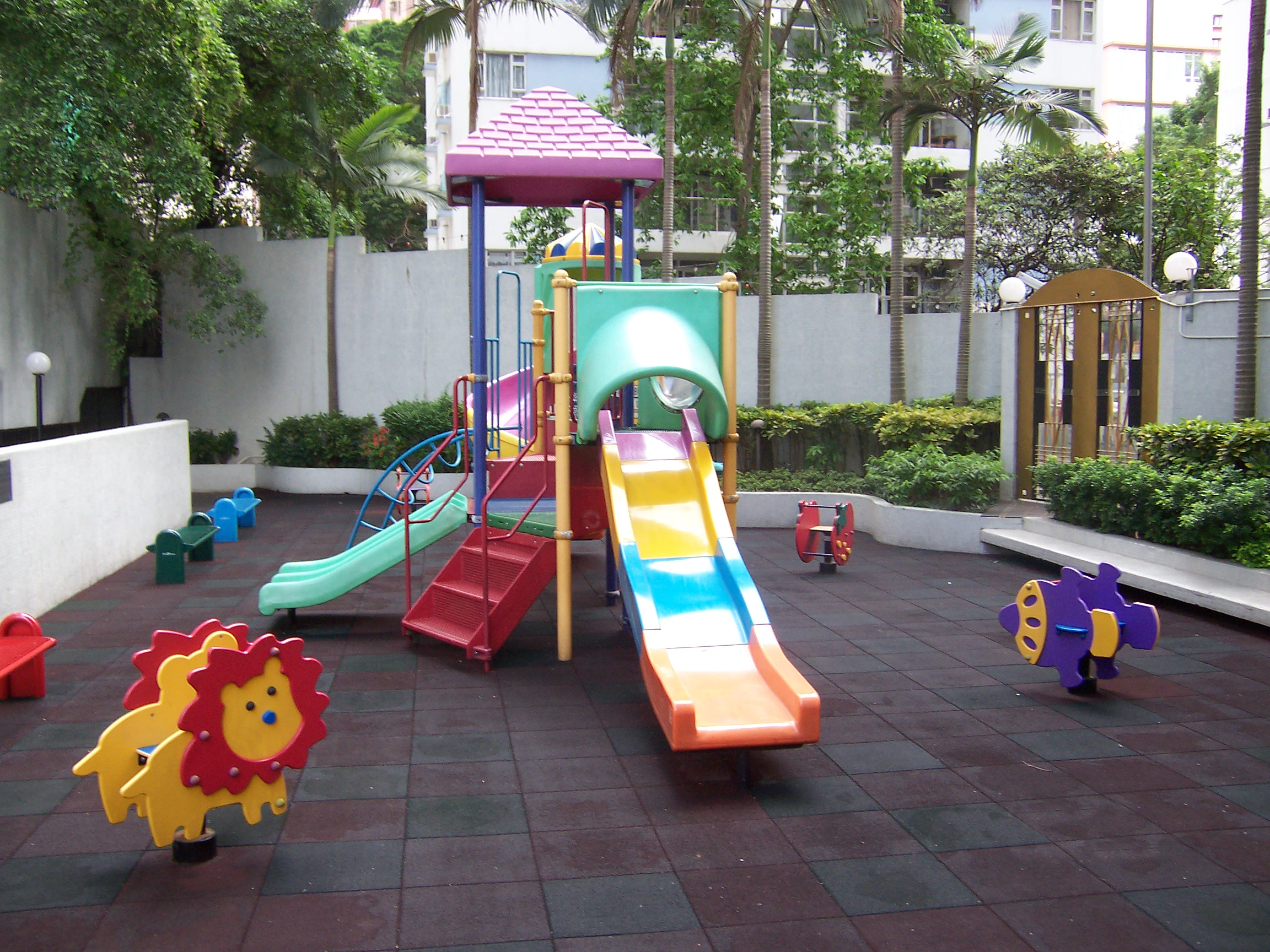
屋苑兒童遊樂場

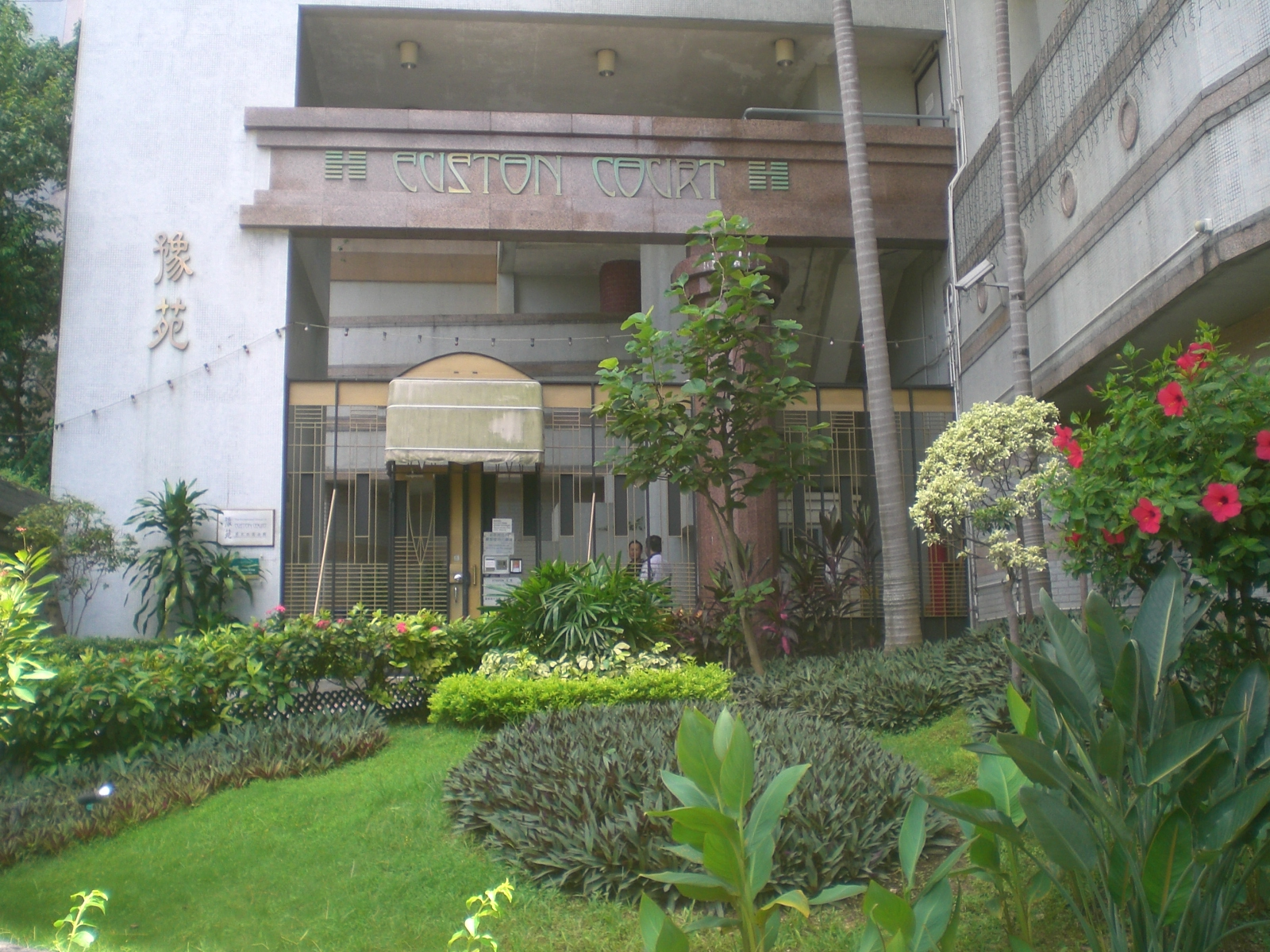
正門位於栢道（圖中為般咸道出入口）

豫苑（英語：Euston Court），是香港的一個私人屋苑，位於香港島半山區柏道6-8號，在1989年1月入伙，發展商為新世界發展，亦由富城集團負責物業管理。

## 歷史
物業前身是余園（Euston），由余仁生創辦人余廣培之子余東旋斥資興建，位於半山般咸道，1931年落成，另外兩座余園分別是坐落於淺水灣的Eucliffe及大埔的Sirmio亦於同年落成。三座別墅全以西方堡疊式設計，設有主樓及高塔。室內裝潢也如西方古堡，放有多副武士盔甲及石雕藝術品，窗戶也以彩繪玻璃為主。其中Euston樓高3層，佔地3.9萬平方呎，外牆以意大利大理石鋪成，門口設兩座鐘樓，門前豎立有兩尊中國青銅士兵，以凸顯大宅氣概。1941年香港淪陷，般咸道及淺水灣的古堡被日軍徵用。
余東旋去世後，三座古堡歸其子女所有，不時被港產電影借用作拍攝取景。至1981年12月29日，余家把般咸道大宅以2.2億元，售予香港置地。然而，因置地財困緣故，包括此項目在內的多個非核心地產項目均被放售，當中般咸道余園由新世界發展再行接手，並拆卸重建為此屋苑。

## 屋苑設施
屋苑內有24小時保安、私人游泳池、壁球室及停車場。

## 鄰近
- 般咸道官立小學
- 西營盤社區綜合大樓（又名高街鬼屋），曾是精神病院及麻瘋病院
- 香港佐治五世紀念公園，港鐵港島綫西營盤站出口位置
- 聖士提反女子中學
- 東邊街
- 高街
- 般咸道

## 外部參考
- 豫苑: 雅虎簡介[]
- 豫苑前身是一座仿古堡壘，是余仁生創辦人余廣家族所建。

1. ↑  . 香港置地 (报告). 1982-04-07: 2.